# Tomáš Trapl
Tomáš Trapl (ur. 30 stycznia 1964 w Pradze) – czeski aktor musicalowy i dubbingowy oraz piosenkarz.
Kształcił się w Konserwatorium Praskim oraz na Wydziale Muzycznym Akademii Sztuk Scenicznych w Pradze.
Swoją karierę artystyczną zapoczątkował w 1986 roku. Był związany z grupami muzycznymi: Dobrý večer Quintet (jazz), Beatover (art rock) i Pražský pouťový orchestr. Przez dziesięć lat występował w teatrze Semafor w musicalach Jiřego Suchego (m.in. Výhybka, Kytice, Nižnij Novgorod). Pracuje także w dubbingu, podłożył głos pod szereg postaci z filmów Disneya. 

## Filmografia
- 1993: Uctivá poklona, pane Kohn
- 2009: Expozitura
- 2015: Vraždy v kruhu
- 2015: Babovřesky 3
- 2018: Kouzelník Žito